# Lucky (песня Холзи)
Lucky — песня американской певицы и автора-исполнителя Холзи, вышедшая 26 июля 2024 на лейбле Columbia Records в качестве ведущего сингла её пятого студийного альбома The Great Impersonator.

## История
Когда мне было пять лет, мне всегда казалось, что Бритни поет прямо для меня. Спустя 24 года эти слова зазвучали по-другому: «Люблю тебя навсегда».

— Холзи намекает на использование припева сингла Бритни Спирс 2000 года «Lucky» в своей новой одноименной песне.— Variety
В 2017 году Холзи упомянула «старую Бритни» в качестве вдохновения для своей песни «Walls Could Talk». В 2021 году певица поделилась твитом в поддержку Спирс, которая борется с ее опекунством.
С 30 июня Холзи начала тизерить новый сингл, снимая видео, в которых она «притворяется звездой канала Disney Channel, позирует для воображаемого таблоида на заправке и пьет клубничное молоко для фальшивой рекламы „Got Milk?“». 1 июля 2024 года певица поделилась фрагментом трека и сообщила, что мелодия в нем позаимствована из сингла Бритни Спирс 2000 года «Lucky». 17 июля Холзи сообщила, что «Lucky» выйдет 26 июля. Она также представила обложку песни, на которой было изображено «размытое розовое лицо крупным планом с блестками в стиле Y2K». 18 июля Холзи сообщила, что получила «благословение» Спирс на интерполяцию ее одноименного сингла 2000 года. Певица также написала, что режиссер клипа «заставит всех перевернуться».

## Композиция
Холзи написала «Lucky» вместе с продюсером Майклом Узовуру. В треке использованы интерполяции одноимённого сингла Бритни Спирс 2000 года в припеве и песни Моники 1997 года «Angel of Mine» в продюсировании. Илана Каплан из People описала трек как «поп-мелодичный R&B-сингл».
Лирически песня рассказывает об «отношениях певицы со славой, публичных комментариях о своем здоровье и о том, как она стала матерью-одиночкой». В треке Холзи также обращается к критике своей внешности: «И почему она так похудела/ Я слышала, что это от наркотиков, которые она ела/ И я чувствую ее, но не могу сопереживать/ Потому что я бы никогда не оказалась в таком состоянии».

## Музыкальное видео
Премьера клипа на песню «Lucky», написанного Холзи и снятого Джией Копполой (внучкой известного кинорежиссёра Фрэнсиса Форда Копполы), состоялась на YouTube 26 июля 2024 года. В роли любовного интереса певицы снялся американский актёр Саймон Рекс. В клипе на «тему Y2K» показана «молодая девушка, которая кажется поклонницей Холзи», и певица с ярко-розовыми волосами, «борющаяся с последствиями молодой звёздности». Маленькая девочка боготворит Холзи, «разучивая танцевальные движения и нанося макияж перед зеркалом», чтобы сбежать от своей «напряжённой домашней жизни». Несмотря на их статус знаменитостей, Холзи, похоже, испытывает то же одиночество, что и её поклонница. В следующих сценах певица «становится подавленной славой, ссорится в гостиничном номере со своим парнем и показывает свою бритую голову под париком, прежде чем начать лечение от своей болезни». Видео заканчивается тем, что Холзи «символически» садится на качели рядом с юной поклонницей, которая «не знает всей истории». Видео также отсылает к клипам Бритни Спирс на песни «Lucky» и «Toxic».

## Коммерческий успех
Песня дебютировала на 88-м месте в американском хит-параде Billboard Hot 100. Это ознаменовало 10-й подряд год попадания треков певицы в этот чарт (2015—2024).